# 串木野インターチェンジ
串木野インターチェンジ（くしきのインターチェンジ）は、鹿児島県いちき串木野市上名にある南九州西回り自動車道（川内道路）のインターチェンジである。

## 道路
- E3A 南九州西回り自動車道
  - 川内道路

## 沿革
- 2005年（平成17年）3月13日 : 串木野IC - 市来IC間開通に伴い供用開始。
- 2007年（平成19年）3月3日 : 薩摩川内都IC - 串木野IC間開通。

## 接続する道路
- 鹿児島県道39号串木野樋脇線

## 周辺
- いちき串木野市運動公園
- いちき串木野市役所
- 長崎鼻公園

## 隣
E3A 南九州西回り自動車道（川内道路）
(19) 薩摩川内都IC - (20) 串木野IC - (21) 市来IC

## 入口分岐標識
右方向
- 鹿児島

左方向
- 熊本